# Markham (Washington)
Markham és una concentració de població designada pel cens dels Estats Units a l'estat de Washington. Segons el cens del 2000 tenia 95 habitants.

## Demografia
Segons el cens del 2000, Markham tenia 95 habitants, 41 habitatges, i 30 famílies. La densitat de població era de 32,7 habitants per km².
Dels 41 habitatges en un 17,1% hi vivien nens de menys de 18 anys, en un 65,9% hi vivien parelles casades, en un 4,9% dones solteres, i en un 26,8% no eren unitats familiars. En el 19,5% dels habitatges hi vivien persones soles el 2,4% de les quals corresponia a persones de 65 anys o més que vivien soles. El nombre mitjà de persones vivint en cada habitatge era de 2,32 i el nombre mitjà de persones que vivien en cada família era de 2,67.
Per edats la població es repartia de la següent manera: un 12,6% tenia menys de 18 anys, un 6,3% entre 18 i 24, un 22,1% entre 25 i 44, un 47,4% de 45 a 60 i un 11,6% 65 anys o més.
L'edat mediana era de 48 anys. Per cada 100 dones de 18 o més anys hi havia 107,5 homes.
La renda mediana per habitatge era de 63.750 $ i la renda mediana per família de 96.816 $. Els homes tenien una renda mediana de 40.625 $ mentre que les dones 23.750 $. La renda per capita de la població era de 23.700 $. Cap de les famílies i el 12,3% de la població estaven per davall del llindar de pobresa.

## Poblacions més properes
El següent diagrama mostra les poblacions més properes.